# Begonia macvaughii
Espèce
Begonia macvaughii est une espèce de plantes de la famille des Begoniaceae.
Elle a été décrite en 2014 par Kathleen Burt-Utley et John F. Utley.